# Cái Tàu Hạ
Cái Tàu Hạ là thị trấn huyện lỵ cũ thuộc huyện Châu Thành cũ, tỉnh Đồng Tháp, Việt Nam.

## Địa lý
Thị trấn Cái Tàu Hạ nằm ở phía đông huyện Châu Thành, cách thành phố Sa Đéc 12 km, có vị trí địa lý:
- Phía đông giáp tỉnh Vĩnh Long
- Phía tây và phía bắc giáp xã An Nhơn
- Phía nam giáp các xã Phú Hựu và An Phú Thuận.

Thị trấn có diện tích 4,52 km², dân số năm 2021 là 12.394 người, mật độ dân số đạt 2.742 người/km².

## Lịch sử
Thị trấn Cái Tàu Hạ được thành lập vào ngày 27 tháng 9 năm 1988 trên cơ sở tách 260 ha diện tích tự nhiên và 9.142 người của xã Phú Hựu (gồm ấp Phú Hiệp, ấp Phú Hòa và 1/2 ấp Phú Mỹ Lương).
Ngày 1/7/2025, thị trấn Cái Tàu Hạ bị giải thể và sáp nhập vào xã Phú Hựu mới.

## Hành chính
Thị trấn Cái Tàu Hạ được chia thành 7 khóm: Phú Hưng, Phú Hiệp, Phú Mỹ, Phú Bình, Phú Mỹ Hiệp, Phú Mỹ Lương, Phú Mỹ Thành.

## Di tích
- Đình Phú Hựu: là một di tích kiến trúc nghệ thuật cấp quốc gia, tọa lạc ở ấp Phú Hòa, thị trấn Cái Tàu Hạ.

## Hình ảnh

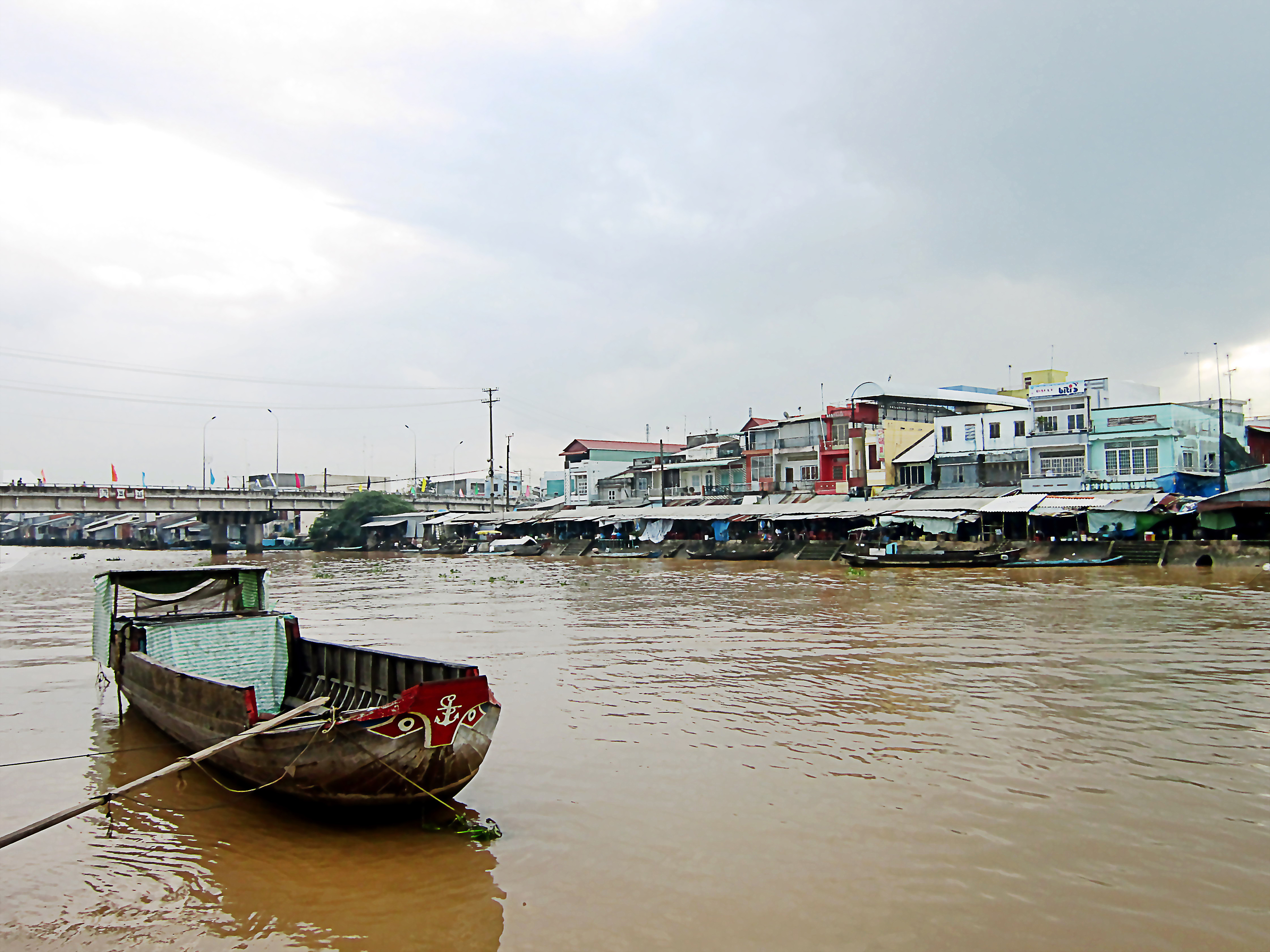
Chợ Cái Tàu Hạ ở bên cầu và con sông cùng tên.
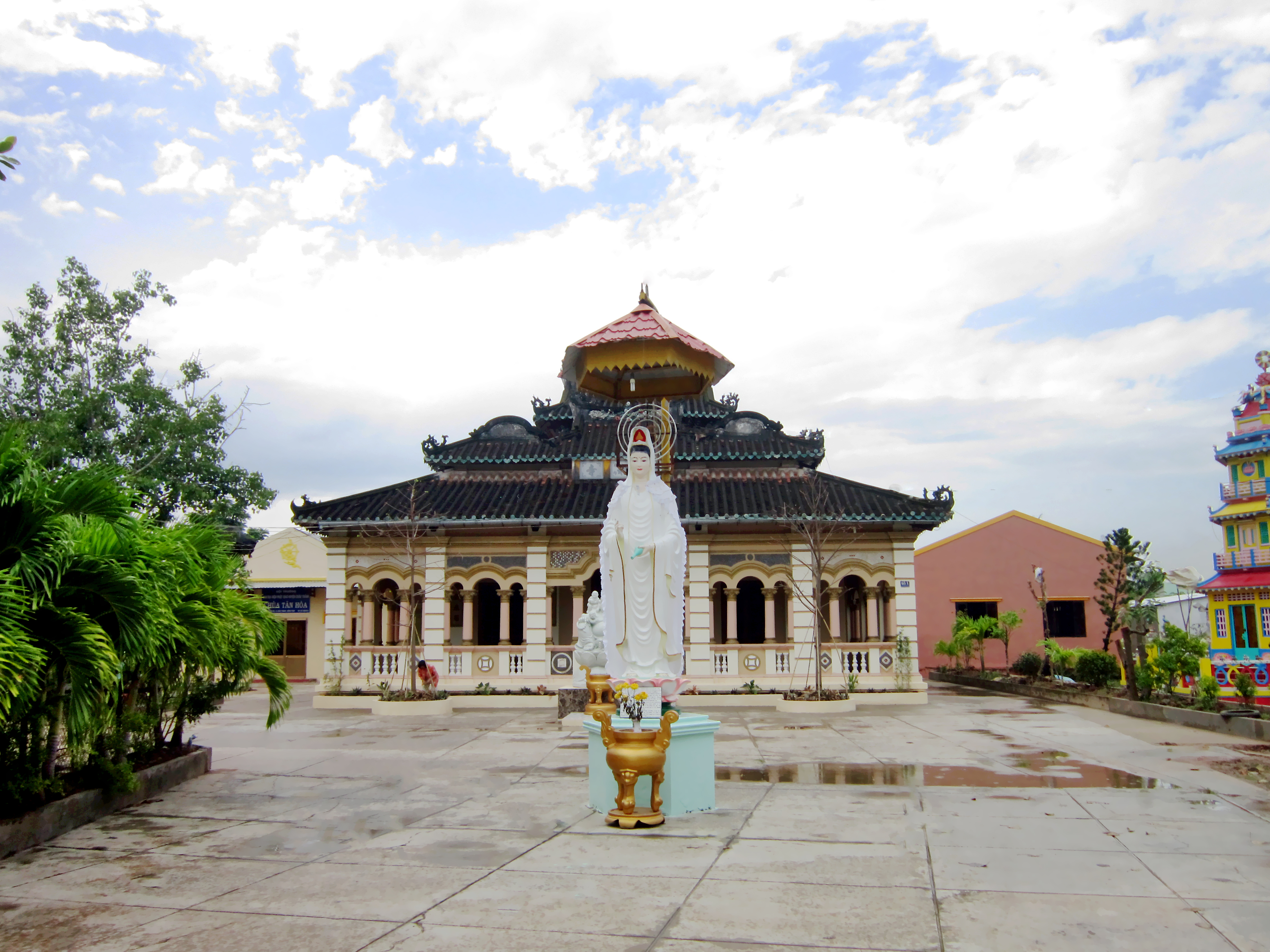
Chùa Tân Hòa ở thị trấn Cái Tàu Hạ.
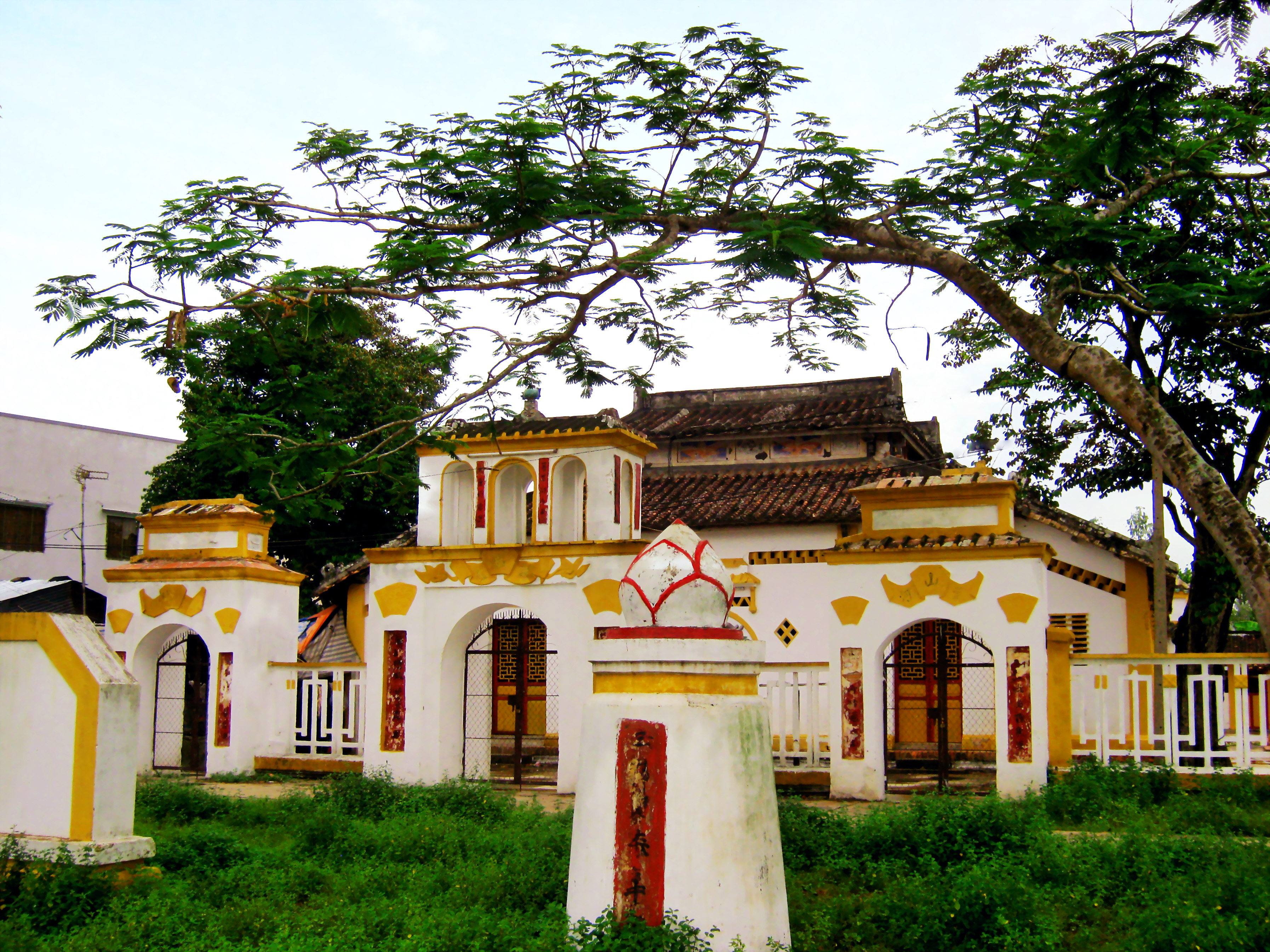
Đình Phú Hựu ở ấp Phú Hòa, thị trấn Cái Tàu Hạ.